# Hawkwind
Hawkwind  je engleski space rock sastav iz Landbroke Grovea, London. Osnovan je studenoga 1969. godine. Jedan je od prvih sastava tog žanra. Mnogi su glazbenici prošli kroz ovaj sastav. Od osnutka prošli su kroz brojne faze i glazbene stilove. Omiljena tema o kojoj su pjevali su urbane teme i znanstveno-fantastične teme. Smatra ih se poveznicom hippiea i punka.

## Današnja postava
- Dave Brock – pjevač, gitarist, klavijaturist (1969. – 1978., 1979.–danas)
- Tim Blake – klavijaturist, teremin (1979. – 1980., 2000. – 2002., 2007.–danas)
- Richard Chadwick – bubnjar, pjevač (1988.–danas)
- Mr Dibs – pjevač, violončelist, bariton gitara, bas-gitarist (2007.–danas)
- Niall Hone – basist, gitarist, pjevač, klavijaturist (2008.–danas)
- Dead Fred - klavijaturist, violinist, pjevač (1983. – 1984., 2012.–danas)

## Diskografija
Objavili su 29 studijskih albuma, 9 koncertnih albuma, 15 kompilacijskih albuma, 4 EP-a, 20 singlova i 13 videografskih izdanja.
| - Hawkwind (1970.) - In Search of Space (1971.) - Doremi Fasol Latido (1972.) - Hall of the Mountain Grill (1974.) - Warrior on the Edge of Time (1975.) - Astounding Sounds, Amazing Music (1976.) - Quark, Strangeness and Charm (1977.) - 25 Years On - objavljeno pod imenom grupe Hawklords (1978.) - PXR5 (1979.) - Levitation (1980.) - Sonic Attack (1981.) - Church of Hawkwind (1982.) - Choose Your Masques (1982.) - The Chronicle of the Black Sword (1985.) - The Xenon Codex (1988.) - Space Bandits (1990.) - Electric Tepee (1992.) - It Is the Business of the Future to Be Dangerous (1993.) - White Zone - objavljen pod imenom grupe Psychedelic Warriors (1995.) | - Alien 4 (1995.) - Distant Horizons (1997.) - In Your Area (1999.) - Spacebrock (2000.) - Take Me to Your Leader (2005.) - Take Me to Your Future (2006.) - Blood of the Earth (2010.) - Onward (2012.) - Stellar Variations - objavljeno kao Hawkwind Light Orchestra (2012.) - The Machine Stops (2016.) - Into the Woods (2017.) - The Road to Utopia (2018.) - All Aboard the Skylark (2019.) - Carnivorous - objavljeno kao Hawkwind Light Orchestra (2020.) - Somnia (2021.) - The Future Never Waits (2023.) - Stories from Time and Space (2024.) - There Is No Space for Us (2025.) |

## Videografija
- 1984. – Night of the Hawks – 60 minuta koncerta
- 1984. – Stonehenge (Various Artists video) – 60 minuta koncerta s The Enidom i Royom Harperom
- 1984. – Stonehenge - 60 minuta koncerta
- 1985. – The Chronicle of the Black Sword – 60 minuta koncerta
- 1986. – Bristol Custom Bike Show – 15 minuta koncerta s Voodoo Childom
- 1986. – Chaos - 60 minuta koncertat
- 1989. – Treworgey Tree Fayre – 90 minuta koncerta
- 1990. – Nottingham – 60 minuta koncerta
- 1990. – Bournemouth Academy – 90 minuta koncerta
- 1992. – Brixton Academy – 123 minuta koncerta
- 1995. – Love in Space – 90 minuta koncerta
- 2002. – Out of the Shadows –  90 minuta koncerta
- 2008. – Knights of Space – 90 minuta koncerta

## Vanjske poveznice
- Službene stranice
- Diskografija